# Oficina de Bárbaros
La Oficina de Bárbaros (latín: scrinium barbarorum, griego: σκρίνιον τῶν βαρβάρων, skrinion tōn barbarōn), era un departamento del gobierno del Imperio Romano/Bizantino. Se registra por primera vez en el Notitia Dignitatum del siglo V, donde quedó bajo el control del magister officiorum ("Maestro de oficios"). El Notitia registra que se nombraron cuatro secretarios (subadiuvae), ya sea del cuerpo existente de los agentes in rebus o adscritos de otras oficinas, para cada una de las cuatro divisiones administrativas principales del Imperio Oriental: Asiana, Pontica, Oriental, y Tracia e Iliria conjuntamente. Éstos se encargaban de los asuntos de protocolo y registro de cualquier asunto relacionado con los "bárbaros". También pueden haber desempeñado un papel en los servicios de traducción para las misiones de visita de los estados bárbaros. J.B. Bury creía que la oficina ejercía la supervisión de todos los extranjeros que visitaban Constantinopla, y que estaban bajo la supervisión de la Logoteca del Curso.
Algunos han afirmado, como el autor Michael Antonucci, que la Oficina de Bárbaros actuó como una especie de oficina de espionaje para el Imperio. Sin embargo, no hay pruebas de que fuera una oficina de espionaje, ni siquiera de que sobreviviera a la reforma del cargo de "maestro de oficios" bajo León III, 717-741, aunque hay un sello de plomo que lleva el nombre de un hombre, Pedro, que fue α'σπαθάριος καὶ ἐπί τῶν βαρβάρων ("protospatharios y encargados de los bárbaros"), que data del siglo IX. Los agentes en rebusca dentro del sistema postal son conocidos en otros lugares por mantener una función de recopilación de inteligencia interna en el Imperio Romano hasta el siglo VIII, y tienen una mayor pretensión de haber sido un servicio de inteligencia imperial que la Oficina de Bárbaros. Como su función parece haber tratado con las diversas naciones bárbaras con las que el Imperio tenía tratos, incluidas la traducción, la comunicación y la correspondencia, la Oficina de Bárbaros habría tenido una función de inteligencia en el sentido moderno más amplio, a diferencia del espionaje.
El término griego "bárbaro", de origen antiguo, llegó a utilizarse como peyorativo para referirse a los pueblos que no hablan griego, es decir, a los extranjeros. Su uso oficial durante la época romana reflejaba el punto de vista romano/bizantino de que la civilización romana era la más avanzada de la humanidad.